# 透視錯覺天頂畫

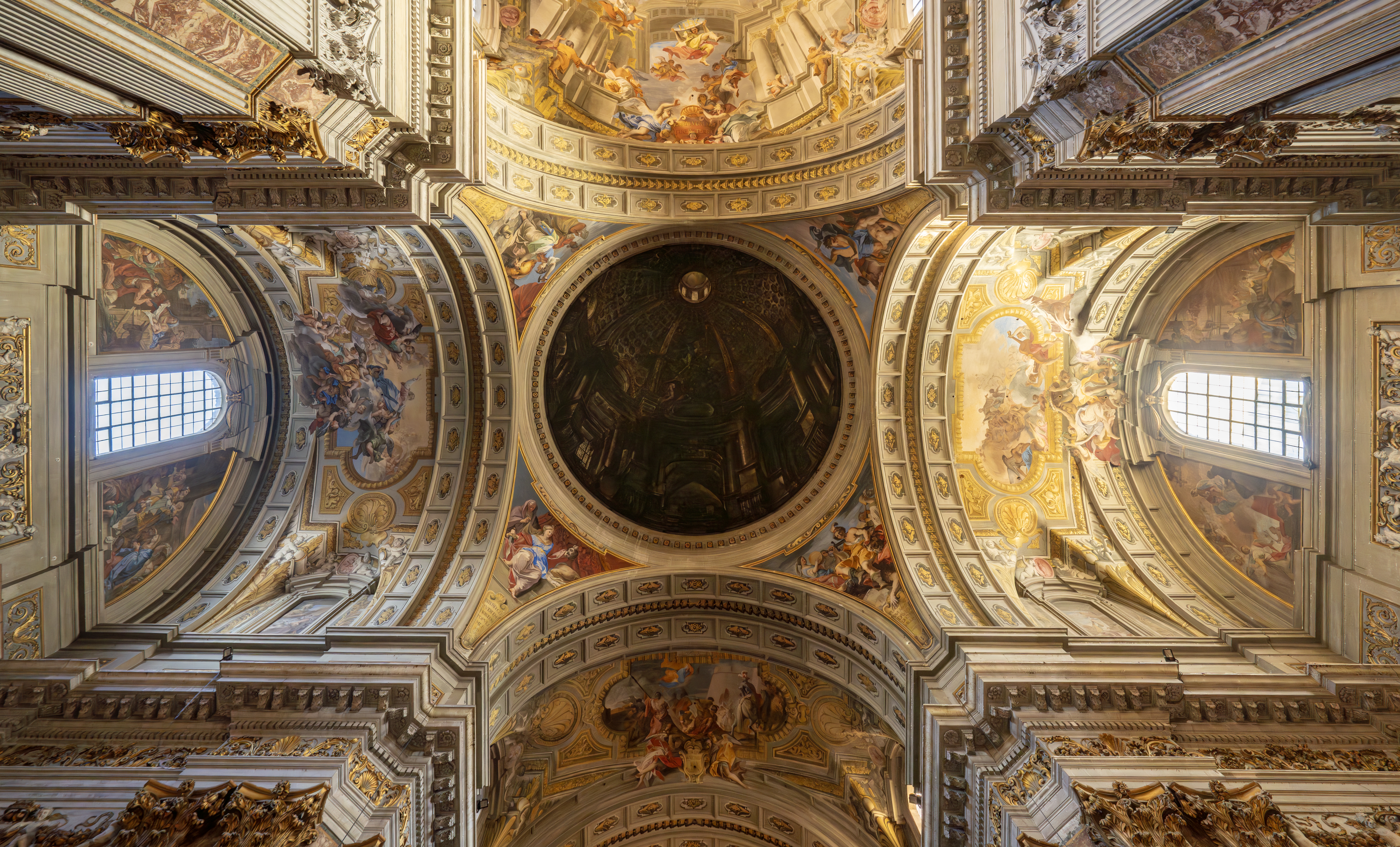
安德烈亞·波佐（Andrea Pozzo）在聖伊尼亞齊奧（Sant’Ignazio）的視覺欺騙式圓頂（1685年）的錯覺透視法，創造了一種真實建築空間的錯覺，這實際上只是一個略微凹陷的繪畫表面。

天頂畫，又稱作頂棚畫、天井畫、天花板畫、穹頂畫，是一種繪於天花板的繪畫形式，文藝復興、巴洛克和洛可可藝術傳統盛行使用錯視畫法（Trompe-l'œil）、透視法（perspective）、前縮法（foreshortening）以及其他空間效果來創造三維空間錯覺的透視錯覺天頂畫或幻象天頂畫（Illusionistic ceiling painting），技法包括「仰角透視法」（di sotto in sù）和「大小比例欺騙法」（quadratura）這兩種透視技術。
該畫的常見主題是創造開闊天空的錯覺，如安德烈亞·曼特尼亞在婚禮房的圓頂之眼（oculus），或是創造建築空間的錯覺，例如安德烈亞·波佐在羅馬聖依納爵堂創作的圓頂閣（cupola）的壁畫。透視錯覺天頂畫屬於錯覺主義（又稱幻覺主義，Illusionism）的常見類別，目標在於準確創作具現實感的描繪。

## 仰角透視法

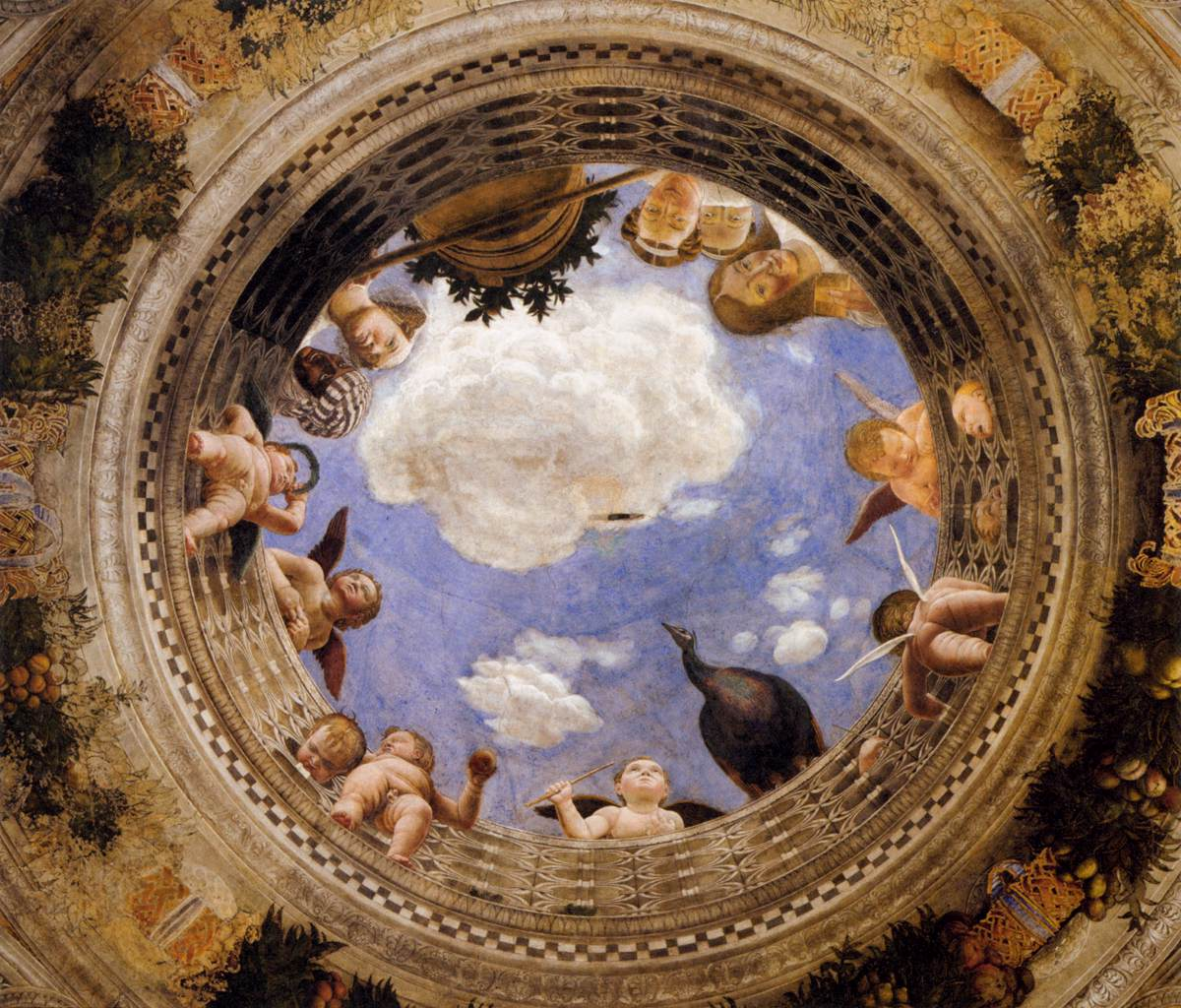
安德烈亞·曼特尼亞在曼托瓦公爵宮婚禮房的天花板壁畫，使用了仰角透視法（di sotto in su）

仰角透視法（Di sotto in sù或sotto in su），在義大利語中意為「從下方所見」或「從下往上看」，發展於十五世紀義大利文藝復興繪畫的晚期，特别是在安德烈亞·曼特尼亞的婚禮房和美洛佐·達·弗利（Melozzo da Forlì）的壁畫。這種技術的義大利語術語「prospettiva melozziana」（美洛佐的透視法）反映了後者藝術家的影響。另一個值得注意的是柯勒喬在帕爾馬主教座堂的創作，這預示了巴洛克建筑的宏偉壯麗。
這種技術通常使用前縮法的人物和建築消失點，在觀眾上方的天花板上作畫（最常見的是壁畫）創造真實的空間感。

## 大小比例欺騙法

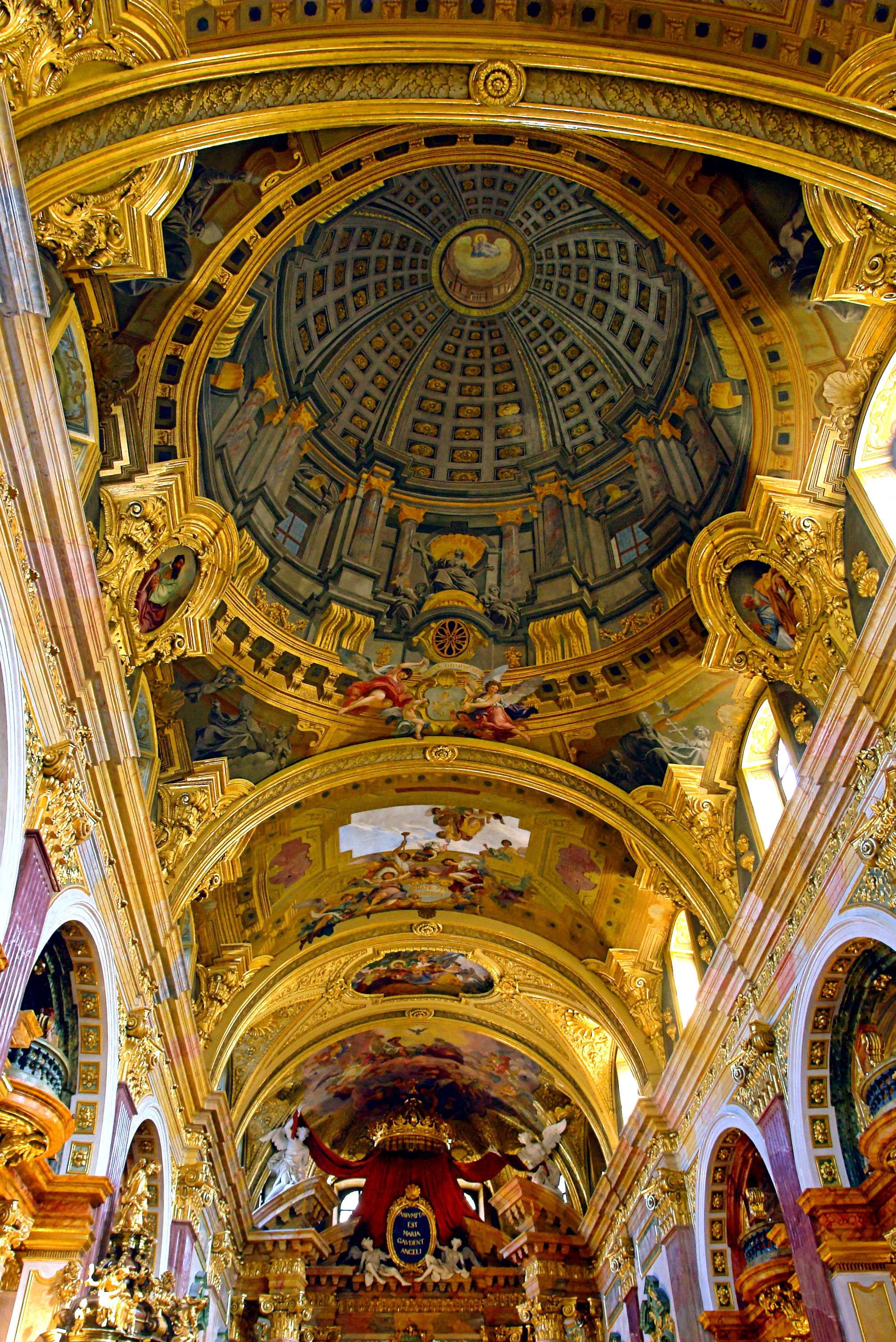
安德烈·波佐在維也納耶穌會教堂的天頂畫（1703）

大小比例欺騙法（quadratura）是在十七世纪引入的术语，受到巴洛克艺术家的欢迎。雖然它也可以指透過建築錯覺「打開 」牆壁，但這個術語最常與義大利天花板畫聯繫在一起。與其他眼睛欺騙法（trompe-l'œil）或先前運用在天花板裝飾的仰角透視法不同，後者通常依賴於直觀的藝術方法來欺騙，大小比例欺騙法與17世紀的透視理論和建築空間的描繪有直接相關。由於作畫上參考透視理論，它更徹底地結合了建築、繪畫和雕塑，與早期的例子相比，給人一種更加壓倒性的錯覺印象。

藝術家會在平坦或桶形拱頂（barrel-vaulted）的天花板上，以透視法畫出一個捏造的建築物，使其似乎延續了既有的建築。這種錯覺的透視法是以一個焦點為中心。人物、畫中的牆壁和柱子會急劇前縮，創造一種深陷、球形天穹般甚至開闊天空的錯覺。例如，天花板上的繪畫可以模擬壁龕中的雕像或露出天空的開孔。
大小比例欺騙法還可能會使用其他錯覺繪畫技術，例如圖像變形法。
錯覺繪畫的例子包括：
- 安德烈亞·波佐在羅馬聖依納爵堂和維也納耶穌會教堂的創作。他在兩卷《耶穌會的畫家和建築師安德烈亞·波佐的透視法》（Perspectiva pictorum et architectorum Andreae Putei a societate Jesu）（羅馬，1693–1700年）中寫下其藝術理念的標準理論成果。
- 波蘭布熱格的聖十字教堂（英语：Holy Cross Church, Brzeg）。
- 皮埃特羅·達·科爾托納在巴貝里尼宮的創作。
- 喬瓦尼·巴提斯塔·提也波洛在威尼斯雷佐尼科宮、斯特拉的皮薩尼別墅（英语：Villa Pisani）、馬德里王宮的寶座房的創作

其他的例子還有保羅·委羅內塞在維琴察的圓廳別墅和巴爾達薩雷·佩魯齊在羅馬的法爾內西納別墅。

## 發展

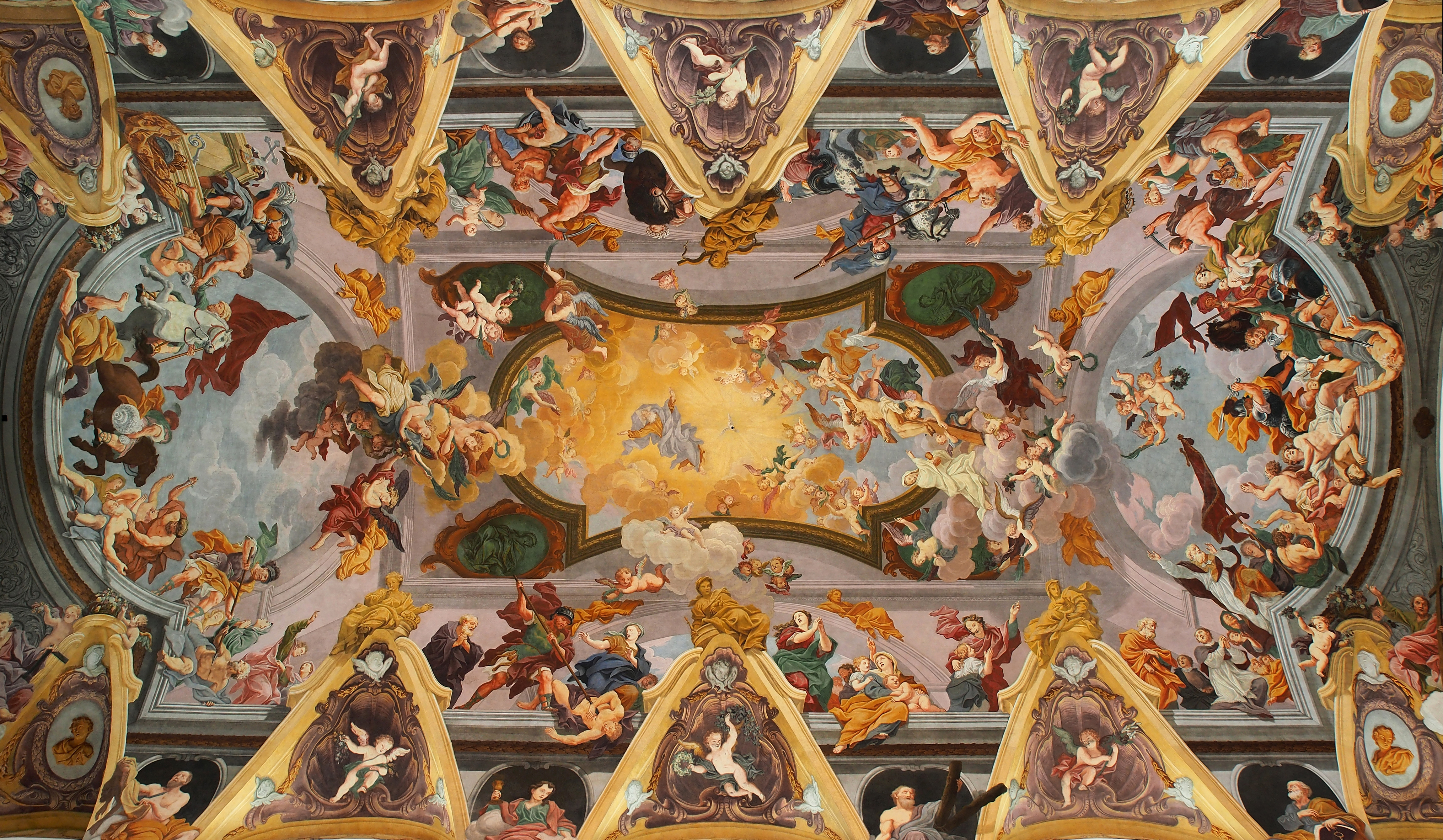
盧比安納主教座堂的天頂畫，1705 - 06年由小朱利奧·戈里歐（Giulio Quaglio the Younger）繪製

人們自古以來就喜好裝飾天花板，經常用壁畫、鑲嵌畫、瓷磚和其他方式來裝飾。從古羅馬的龐貝浴場可見一般。到了文藝復興時期，義大利藝術家將他們對透視法的把握應用於天花板工程，並克服了將線性透視應用於圓頂凹面的問題，以消除建築界限，創造無限空間的錯覺。
義大利與其他地方相同，天花板有著屬於哥德式傳統的彩繪和帶有圖案，但第一個偽裝成開闊空間的天花板是由安德烈亞·曼特尼亞創作的，他是一位到曼圖亞擔任貢扎加的宮廷畫師的透視大師。他的傑作是1474年在公爵宫的婚禮房中達到巔峰的一系列壁畫。在這些作品中，他將錯覺透視的藝術發揮到了新的極致。他在牆壁上繪製了宮廷生活的錯覺場景，而天花板看起來就像一個向天空敞開的圓頂之眼（oculus），朝臣、孔雀和裸童（Putto）倚靠在欄桿上 ，從下面看到的是強烈的前縮透視「仰角透視法」。這是透視錯覺天頂畫的原型，成為義大利巴洛克藝術的重要元素。
米開朗基羅於1508年至1512年在西斯廷禮拜堂的天花板上繪製了以正面視角敘事場景的《創世紀》，採用的是轉繪式天頂畫（quadri riportati，又稱方整畫法，構圖看起來像是移到天花板上的架上畫，不過圍住《創造亞當》的不是畫框而是彩繪飛簷）。米開朗基羅利用方整畫法，將不同的媒介混合在一起，並將他的標誌性男性裸像（Ignudi）、青銅英雄盾牌以及建築造型和基座並置在《劃分水陸》內部的形象周圍。這一切都是以壁畫的形式呈現。
帕爾馬的柯勒喬為聖若望堂的圓頂閣（cupola）繪製的基督和使徒壁畫，以及為爾馬主教座堂的圓頂（dome）繪製的《聖母升天圖》，將錯覺式的天花板又向前推進了一步，這些也是柯勒喬最著名的作品（1520-24）；在這些壁畫中，柯勒喬把整個表面當作巨大而無框架的天堂穹顶，而人物漂浮在其中。在建築內部和其彩繪表面之間的視覺連續性中，柯勒喬的雲彩和人物似乎存在於觀眾所站的同一建築空間。
在巴洛克風格的羅馬，天頂壁畫的傳統由來已久，受到法爾內塞宮的重大工程推動，在安尼巴萊·卡拉奇及其團隊的指導下於1597至1608年繪製了天花板壁畫，但仍使用方整畫法，人物主題仍然被封閉在多個框架隔間內，而且從下面觀看時，這些主題的透視法的一致性也未被納入考量。圭多·雷尼於1614年創作的《黎明》（Aurora），壁畫場景孤立在天花板的中心，場景被以金箔裝飾的粉飾灰泥框架圍繞（非簡單畫上去）。
1625年至1627年，帕爾馬的乔瓦尼·兰弗兰科知道了柯勒喬的穹頂，他在圣安德肋圣殿的巨大穹頂上畫了一幅《聖母升天圖》，以其旺盛的錯覺效果征服了當時的觀眾，成為第一批高级巴洛克傑作。蘭弗蘭科在羅馬（1613-1630）和拿坡里（1634-1646）的作品是義大利錯覺主義發展的基礎。
皮埃特羅·達·科爾托納在巴貝里尼宮大禮堂的天花板（1633-1639年）等作品中，將錯覺式天頂壁畫發展到了一個非凡的程度。1676年至1679年，喬凡尼·巴蒂斯塔·高里，又稱巴奇奧（Baciccio），與貝尼尼合作在羅馬耶穌會總部耶穌堂的天花板上繪製了《耶穌之名的榮光》。1691年至1694年，安德烈亞·波佐在羅馬聖依納爵堂的中殿拱頂上繪製了《聖伊格納西奧進入天堂入口》，具有戲劇性和情感性。
屬於早期洛可可風格的提也波洛，其天頂畫結合清新明亮的色调及陡峭的透視效果，創造出無邊無際的空間。作品有1752年在符茲堡宮創作的《行星與大陸的寓言》，被視為是當時世界上最大的天頂壁畫，提也波洛另有一幅布面油畫為其草稿，今藏於大都會藝術博物館。
新古典主義的安東·拉斐爾·門斯於1761年創作了其最著名作品《帕耳那索斯山》（Parnassus），這是阿爾巴尼別墅中一幅天頂畫。此畫完全背離了陡峭的洛可可天頂畫的透視法，把人物畫得像是浮雕，與畫面平行，從而否定了作為巴洛克壁畫特色的縱深幻景式空間及「以假亂真的」技巧。

## 延伸閱讀
- I. Sjöström, Quadratura : studies in Italian ceiling painting, Stockholm, 1978.
- Quadratura : Geschichte, Theorie, Technik, ed. Pascal Dubourg Glatigny and Matthias Bleyl, Berlin, 2011.

## 外部連結
- Trevor Hunt, "From Mantegna to Michelangelo: illusionistic ceiling paintings of the Renaissance pave the way for Baroque excess"
- RomeArtLover: Baroque ceilings （页面存档备份，存于）